# Região Geográfica Intermediária de Santa Maria
A Região Geográfica Intermediária de Santa Maria é um dos oito regiões intermediárias do estado brasileiro do Rio Grande do Sul e uma das 134 regiões intermediárias do Brasil, criadas pelo Instituto Brasileiro de Geografia e Estatística (IBGE) em 2017. É composta por 40 municípios, distribuídos em quatro regiões geográficas imediatas.
Sua população total estimada pelo Instituto Brasileiro de Geografia e Estatística (IBGE) para 1º de julho de 2018 é de 764 415 de habitantes, distribuídos em uma área total de 43 668,472 km².
Santa Maria é o município mais populoso da região intermediária, com 280 505 habitantes, de acordo com estimativas de 2018 do Instituto Brasileiro de Geografia e Estatística (IBGE).

## Regiões geográficas imediatas
| Região geográfica imediata                                | Municípios | População prévia censo 2022 | Área (km²) |
| --------------------------------------------------------- | --- | --------------------------- | ---------- |
| Região Geográfica Imediata de Santa Maria                 | Agudo Cacequi Dilermando de Aguiar Dona Francisca Faxinal do Soturno Formigueiro Itaara Ivorá Jaguari Jari Júlio de Castilhos Mata Nova Palma Pinhal Grande Quevedos Restinga Sêca Santa Maria São Francisco de Assis São João do Polêsine São Martinho da Serra São Pedro do Sul São Sepé São Vicente do Sul Silveira Martins Toropi | 487 054                     | 20 352,951 |
| Região Geográfica Imediata de São Gabriel-Caçapava do Sul | Caçapava do Sul Lavras do Sul Santa Margarida do Sul Santana da Boa Vista São Gabriel Vila Nova do Sul | 111 510                     | 13 555,391 |
| Região Geográfica Imediata de Cachoeira do Sul            | Cachoeira do Sul Cerro Branco Novo Cabrais Paraíso do Sul | 93 603                      | 4 423,863  |
| Região Geográfica Imediata de Santiago                    | Capão do Cipó Itacurubi Nova Esperança do Sul Santiago Unistalda | 62 114                      | 5 336,267  |
| Total                                                     | 40 | 754 281                     | 43 668,472 |